# Wirrulla
Wirrulla is een plaats in de Australische deelstaat Zuid-Australië en telt 46 inwoners (2006).